# Persone di cognome Yang
| Questa pagina contiene informazioni ricavate automaticamente dalle voci biografiche con l'ausilio del template Bio e di un bot. L'aggiornamento è periodico e automatico e ricostruisce completamente la pagina. Se manca una persona in questa lista, sei pregato di non aggiungerla, ma accertati piuttosto che la sua voce biografica contenga il template Bio e che i dati anagrafici siano correttamente compilati. Se il template Bio manca, inseriscilo tu stesso o, in alternativa, metti l'avviso {{tmp\|Bio}} che ne segnala la mancanza. Se i dati riportati sono sbagliati, correggi direttamente la voce biografica; le modifiche saranno visibili in questa lista entro pochi giorni. Per chiarimenti vedi il progetto antroponimi. La lista contiene solo le 148 persone che sono citate nell'enciclopedia e per le quali è stato implementato correttamente il template Bio. Pagina aggiornata al 23 lug 2025. |

Questa è una lista di persone presenti nell'enciclopedia che hanno il cognome Yang, suddivise per attività principale.

## Allenatori di calcio(2)
- Yang Chen, allenatore di calcio e ex calciatore cinese (Pechino, n. 1974)
- Yang Lin, allenatore di calcio e ex calciatore cinese (Dalian, n. 1981)

## Artisti marziali(9)
- Yang Luchan, artista marziale cinese (n. 1799 - † 1872)
- Yang Jianhou, artista marziale cinese (n. 1839 - † 1917)
- Yang Jun, artista marziale cinese (Taiyuan, n. 1968)
- Yang Banhou, artista marziale cinese (n. 1837 - † 1892)
- Yang Chengfu, artista marziale cinese (n. 1883 - † 1936)
- Yang Shaohou, artista marziale cinese (n. 1862 - † 1930)
- Yang Zhenduo, artista marziale cinese (Pechino, n. 1926 - † 2020)
- Yang Zhenji, artista marziale cinese (n. 1921 - † 2007)
- Yang Zhenming, artista marziale cinese (n. 1910 - † 1985)

## Assassini seriali(1)
- Yang Xinhai, serial killer cinese (Zhumadian, n. 1968 - Henan, † 2004)

## Astiste(1)
- Rachel Yang, astista singaporiana (Singapore, n. 1982)

## Astisti(1)
- Yang Yansheng, ex astista cinese (Binzhou, n. 1988)

## Astronauti(1)
- Yang Liwei, ex astronauta cinese (Suizhong, n. 1965)

## Astronomi(1)
- Yang Tingzhang, astronomo taiwanese

## Attori(3)
- Bowen Yang, attore, sceneggiatore e comico australiano (Brisbane, n. 1990)
- Jamison Yang, attore statunitense (n. 1976)
- Jimmy O. Yang, attore e comico hongkonghese (Hong Kong, n. 1987)

## Attrici(5)
- Yang Hye-ji, attrice sudcoreana (n. 1996)
- Yang Jin-sung, attrice sudcoreana (Seul, n. 1988)
- Yang Mi, attrice e cantante cinese (Pechino, n. 1986)
- Shin Min-a, attrice e ex modella sudcoreana (Seongnam, n. 1984)
- Yang Zishan, attrice cinese (Nanchino, n. 1986)

## Biochimici(1)
- Shang Fa Yang, biochimico e botanico taiwanese (Taiwan, n. 1932 - Davis, † 2007)

## Calciatori(17)
- Yang Dong-hyun, ex calciatore sudcoreano (Gwangyang, n. 1986)
- Yang Hao, ex calciatore cinese (Pechino, n. 1983)
- Yang Hyun-jun, calciatore sudcoreano (Pusan, n. 2002)
- Yang Hyun-jung, ex calciatore sudcoreano (n. 1977)
- Yang Jun, calciatore cinese (Tientsin, n. 1981)
- Yang Min-hyeok, calciatore sudcoreano (Gwangju, n. 2006)
- Yang Ning, ex calciatore cinese (Meizhou, n. 1962)
- Yang Pu, ex calciatore cinese (Pechino, n. 1978)
- Yang Sang-min, ex calciatore sudcoreano (Incheon, n. 1984)
- Yang Seung-kook, ex calciatore nordcoreano (Pyongyang, n. 1944)
- Yang Shanping, ex calciatore cinese (Dalian, n. 1987)
- Yang Shiyuan, calciatore cinese (Anshan, n. 1994)
- Yang Xu, ex calciatore cinese (Dalian, n. 1987)
- Yang Yu, calciatore cinese (Shenyang, n. 1985)
- Yang Yumin, ex calciatore cinese (n. 1955)
- Yang Zhaohui, ex calciatore cinese (n. 1962)
- Yang Zhi, calciatore cinese (Canton, n. 1983)

## Calciatrici(2)
- Yang Li, calciatrice cinese (Lianyungang, n. 1993)
- Yang Lina, calciatrice cinese (Shanghai, n. 1994)

## Canoisti(1)
- Yang Wenjun, canoista cinese (Sichuan, n. 1983)

## Cantanti(7)
- Aska Yang, cantante taiwanese (Distretto di Zhongli, n. 1978)
- BoyWithUke, cantante sudcoreano (Daegu, n. 2002)
- Yang Dong-geun, cantante e attore sudcoreano (n. 1979)
- Faith Yang, cantante e modella taiwanese (Taipei, n. 1974)
- Yang Hee-eun, cantante e conduttrice radiofonica sudcoreana (Seul, n. 1952)
- Rainie Yang, cantante, attrice e conduttrice televisiva taiwanese (Taipei, n. 1984)
- Yang Seung-ho, cantante, ballerino e attore sudcoreano (Seul, n. 1987)

## Cestiste(5)
- Yang Banban, ex cestista cinese (n. 1989)
- Yang Jeong-ok, ex cestista sudcoreana (Gwangju, n. 1974)
- Yang Ji-hui, ex cestista sudcoreana (n. 1984)
- Yang Li, ex cestista cinese (Shanghai, n. 1973)
- Yang Liwei, cestista cinese (Kunming, n. 1995)

## Cestisti(7)
- Yang Hui-seung, ex cestista sudcoreano (Gwangju, n. 1974)
- Yang Boyong, ex cestista e allenatore di pallacanestro cinese (Kunming, n. 1935)
- Yang Dong-geun, ex cestista sudcoreano (Seul, n. 1981)
- Yang Gyeong-min, ex cestista sudcoreano (Seul, n. 1972)
- Yang Hansen, cestista cinese (Zibo, n. 2005)
- Yang Hong-seok, cestista sudcoreano (Jeonju, n. 1997)
- Yang Hui-jong, cestista sudcoreano (Suwon, n. 1984)

## Conduttrici televisive(1)
- Yang Lan, conduttrice televisiva, giornalista e imprenditrice cinese (Pechino, n. 1968)

## Fisici(1)
- Chen Ning Yang, fisico cinese (Hefei, n. 1922)

## Fumettisti(1)
- Yang Kyung-il, fumettista sudcoreano (Incheon, n. 1970)

## Generali(2)
- Yang Dezhi, generale e politico cinese (Liling, n. 1911 - Zhuzhou, † 1994)
- Yang Hucheng, generale cinese (Contea di Pucheng, n. 1893 - Chongqing, † 1949)

## Ginnaste(2)
- Yang Yilin, ginnasta cinese (Huadu, n. 1992)
- Yang Yun, ex ginnasta cinese (Zhuzhou, n. 1984)

## Ginnasti(3)
- Yang Hak-seon, ginnasta sudcoreano (Seul, n. 1992)
- Yang Tae-young, ex ginnasta sudcoreano (Seul, n. 1980)
- Yang Wei, ex ginnasta cinese (Xiantao, n. 1980)

## Giocatori di badminton(3)
- Jordan Yang, giocatore di badminton australiano (n. 2005)
- Lee Yang, giocatore di badminton taiwanese (Taipei, n. 1995)
- Wang Chi-lin, giocatore di badminton taiwanese (Taipei, n. 1995)

## Giocatori di poker(1)
- Jerry Yang, giocatore di poker laotiano (n. 1967)

## Giocatrici di badminton(1)
- Yang Wei, giocatrice di badminton cinese (n. 1979)

## Goiste(1)
- Yang Zixuan, goista taiwanese (n. 2002)

## Goisti(2)
- Yang Dingxin, goista cinese (n. 1998)
- Yang Kaiwen, goista cinese (Jinan, n. 1997)

## Golfisti(1)
- Yang Yong-eun, golfista sudcoreano (Jeju-do, n. 1972)

## Imprenditori(2)
- Andrew Yang, imprenditore e filantropo statunitense (Schenectady, n. 1975)
- Jerry Yang, imprenditore e informatico taiwanese (Taipei, n. 1968)

## Judoka(3)
- Yang Xiuli, judoka cinese (Fuxin, n. 1983)
- Yang Junxia, judoka cinese (Binzhou, n. 1989)
- Yang Yung-wei, judoka taiwanese (Shizi, n. 1997)

## Lottatori(3)
- Yang Hyung-mo, lottatore sudcoreano (Seul, n. 1971)
- Yang Jung-mo, ex lottatore sudcoreano (Pusan, n. 1953)
- Yang Kyong-il, lottatore nordcoreano (Pyongyang, n. 1989)

## Marciatrici(3)
- Yang Jiayu, marciatrice cinese (Wuhai, n. 1996)
- Yang Liujing, marciatrice cinese (n. 1998)
- Yang Shuqing, marciatrice cinese (n. 1996)

## Medici(1)
- Yang Chongrui, medico cinese (n. 1891 - † 1983)

## Multiplisti(1)
- Yang Chuan-Kwang, multiplista taiwanese (Contea di Taitung, n. 1933 - Los Angeles, † 2007)

## Nuotatrici(5)
- Yang Aihua, ex nuotatrice cinese (n. 1977)
- Yang Junxuan, nuotatrice cinese (Zibo, n. 2002)
- Yang Peiqi, nuotatrice cinese (Wuhan, n. 2007)
- Yang Wenyi, ex nuotatrice cinese (n. 1972)
- Yang Yu, nuotatrice cinese (Hangzhou, n. 1985)

## Paleontologi(1)
- Yang Zhongjian, paleontologo cinese (Huaxian, n. 1897 - † 1979)

## Pallavoliste(5)
- Yang Fangxu, pallavolista cinese (Gaomi, n. 1994)
- Yang Hao, pallavolista cinese (Dalian, n. 1980)
- Yang Hyo-jin, pallavolista sudcoreana (Pusan, n. 1989)
- Yang Jie, pallavolista cinese (Shanghai, n. 1994)
- Yang Junjing, pallavolista cinese (Zhengzhou, n. 1989)

## Pattinatrici di short track(2)
- Yang Yang, ex pattinatrice di short track cinese (Harbin, n. 1976)
- Yang Yang, ex pattinatrice di short track cinese (Changchun, n. 1977)

## Poeti(3)
- Yang Lian, poeta svizzero (Berna, n. 1955)
- Yang Shen, poeta cinese (n. 1488 - † 1559)
- Yang Xiong, poeta, scrittore e letterato cinese (n. 53 a.C. - † 18)

## Politiche(1)
- Yang Kaihui, politica cinese (Bancang, n. 1901 - Changsha, † 1930)

## Politici(4)
- Yang Hyong-sop, politico nordcoreano (Hamhŭng, n. 1925 - Pyongyang, † 2022)
- Yang Jiechi, politico e diplomatico cinese (Shanghai, n. 1950)
- Philémon Yang, politico camerunese (Jiketem-Oku, n. 1947)
- Yang Shangkun, politico e militare cinese (Contea di Tongnan, n. 1907 - Pechino, † 1998)

## Pugili(1)
- Yang Xiaoli, pugile cinese (n. 1990)

## Rapper(1)
- Yang Hyun-suk, rapper, imprenditore e produttore discografico sudcoreano (Seul, n. 1970)

## Registi(2)
- Edward Yang, regista e sceneggiatore taiwanese (Shanghai, n. 1947 - Los Angeles, † 2007)
- Yang Xiaozhong, regista cinese (Changzhou, n. 1899 - Shanghai, † 1969)

## Scacchisti(1)
- Wen Yang, scacchista cinese (Shandong, n. 1988)

## Sceneggiatori(1)
- Yang Hansheng, sceneggiatore, drammaturgo e scrittore cinese (Contea di Gao, n. 1902 - Pechino, † 1993)

## Schermidori(1)
- Yang Roy-sung, schermidore sudcoreano (n. 1973)

## Schermitrici(2)
- Yang Hengyu, schermitrice cinese (n. 1996)
- Yang Shaoqi, ex schermitrice cinese (n. 1976)

## Sciatori freestyle(1)
- Yang Longxiao, sciatore freestyle cinese (n. 2002)

## Sciatrici freestyle(1)
- Yang Yu, sciatrice freestyle cinese (n. 1991)

## Scrittrici(1)
- Yang Jiang, scrittrice e traduttrice cinese (Pechino, n. 1911 - Pechino, † 2016)

## Snowboarder(1)
- Yang Wenlong, snowboarder cinese (n. 1999)

## Sollevatori(1)
- Yang Zhe, sollevatore cinese (Chaoyang, n. 1991)

## Sollevatrici(2)
- Yang Lian, ex sollevatrice cinese (Xiangtan, n. 1982)
- Yang Xia, ex sollevatrice cinese (Hunan, n. 1977)

## Tennistavoliste(1)
- Yang Young-ja, ex tennistavolista sudcoreana (Iksan, n. 1964)

## Tennistavolisti(1)
- Yang Min, ex tennistavolista cinese (Shanghai, n. 1963)

## Tenniste(1)
- Yang Zhaoxuan, tennista cinese (Pechino, n. 1995)

## Tennisti(1)
- Yang Tsung-hua, tennista e allenatore di tennis taiwanese (Taipei, n. 1991)

## Tiratori a segno(2)
- Yang Haoran, tiratore a segno cinese (Chengde, n. 1996)
- Yang Ling, tiratore a segno cinese (Pechino, n. 1968)

## Tiratrici a segno(1)
- Yang Qian, tiratrice a segno cinese (Ningbo, n. 2000)

## Tuffatori(3)
- Yang Hao, tuffatore cinese (Contea di Shiping, n. 1998)
- Yang Jian, tuffatore cinese (Sichuan, n. 1994)
- Yang Jinghui, tuffatore cinese (Guangzhou, n. 1983)

## Velociste(1)
- Yang Huizhen, velocista cinese (n. 1992)

## Velocisti(1)
- Yang Chun-Han, velocista taiwanese (Yuli, n. 1997)

## Violinisti(1)
- In Mo Yang, violinista sudcoreano (n. 1995)

## Senza attività specificata(2)
- Yang Shuncheng, sincronetto cinese (n. 2007)
- Yang Zhifa, cinese (n. 1933)